# Soldiers' Sons
Soldiers' Sons è un cortometraggio muto del 1916 scritto e diretto da Wilbert Melville.

## Produzione
Il film fu prodotto dalla Lubin Manufacturing Company.

## Distribuzione
Distribuito dalla General Film Company, il film - un cortometraggio in tre bobine - uscì nelle sale USA il 9 marzo 1916.